# Суходольный (Оренбургская область)
Суходольный — посёлок в Илекском районе Оренбургской области. Входит в состав Димитровского сельсовета.

## Палеонтология
Суходольный — место обнаружения окаменелостей темноспондильных амфибий, обитавших в раннем триасовом периоде. В слудкинском горизонте нижнеоленёкского подъяруса найден образец Wetlugasaurus, из устьмыльского горизонта того же подъяруса известны Wetlugasaurus и неопределённый представитель подсемейства Platysteginae.

## История
В 1966 г. Указом Президиума ВС РСФСР поселок отделения № 3 совхоза имени Димитрова переименован в Суходольный.

## Население
| 2010 |
| ---- |
| 36   |